# Benthalbella
Benthalbella is een geslacht van straalvinnige vissen uit de familie van parelogen (Scopelarchidae). Het geslacht is voor het eerst wetenschappelijk beschreven in 1911 door Zugmayer.

## Soorten
- Benthalbella dentata (Chapman, 1939)
- Benthalbella elongata (Norman, 1937)
- Benthalbella infans Zugmayer, 1911
- Benthalbella linguidens (Mead & Böhlke, 1953)
- Benthalbella macropinna Bussing & Bussing, 1966